# Запорожское лёгкое метро
Проект создания лёгкого метро в Запорожье. Различные проекты рассматривались с 1980-х годов, однако в «Концепции Государственной программы строительства и развития метрополитенов на период до 2020 года» Запорожье не упоминается.

## Современные планы лёгкого метро
В качестве внеуличного скоростного транспорта в городе было предложено создание частично-подземного, частично-надземно-эстакадного лёгкого метро автоматизированной системы «РАДАН» разработки КБ им. Антонова.
Запорожскими архитекторами был разработан проект линии метро, соединяющей Южный микрорайон Запорожья и Запорожскую площадь. При этом планировалось, что линия длиной 16 километров пройдёт по улице Новокузнецкой и Соборному проспекту, через железнодорожный вокзал Запорожье I до площади Запорожской. Проект предусматривал тоннели мелкого заложения (10-15 метров под землей) и автоматическое управление составом.
Планировалось 14 станций, в том числе на вокзале, улице Базарной, проспекте Металлургов. Депо — на Южном микрорайоне.
Осуществление проекта ожидалось одновременно со второй очередью застройки микрорайона — около 2015 года, пуск — до 2025 года. В 2007 году сооружение линии оценивалось не менее чем в 215 млн гривен.
Вторая линия должна была соединять Павло-Кичкас с Хортицким микрорайоном через Запорожский титано-магниевый комбинат, завод «Кремнийполимер», «Запорожсталь», «Днепроспецсталь» и Хортицкий район, и при этом проходить в том числе и через верхний ярус мостов Преображенского.
В «Концепции Государственной программы строительства и развития метрополитенов» (2005 год), указывалось, что «есть острая потребность в строительстве метрополитена в Запорожье», однако в следующей концепции 2011 года Запорожье уже не упоминалось.
В 2010 году в горсовете Запорожья состоялось совещание о проекте монорельсового трамвая, который был предложен на инвестиционном форуме.

## Бывшие планы метрополитена
В советское время (в 1980-х годах) для охвата старых и новых жилых районов в Запорожье планировался традиционный метрополитен. Предполагались две подземные (за исключением мостов) линии метро в правобережные части города.
Первая линия длиной 25 километров должна была пройти от перспективного Николаевского (в районе детской железной дороги) и Космического жилых микрорайонов через старую и новую часть города, Преображенский мост, северную часть острова Хортица, новый Северо-Хортицкий мост, улицу Сергея Синенко (Кремлёвскую) к трансформаторному заводу.
Вторая линия длиной 20 километров пошла бы от Запорожского титано-магниевого комбината, через заводы «Полимер», «Запорожсталь», «Днепроспецсталь», по выемке Сухой Московки, по новому Хортицкому двухмостовому переходу, начинающемуся в районе острова Растебин и проходящему через середину острова Хортица, до Хортицкого микрорайона.